# Amanita pekeoides
Amanita pekeoides es una especie de hongo basidiomiceto venenoso, del género Amanita, de la familia Amanitaceae. Fue descrita por primera vez en Nueva Zelanda por el micólogo Ridley Geoff en el año 1991.

## Comestibilidad
Es un hongo venenoso.